# Monestir de San Millán de la Cogolla
El Monestir de San Millán de la Cogolla és un monestir situat a la localitat riojana de San Millán de la Cogolla; està inscrit a la llista del Patrimoni de la Humanitat de la UNESCO des del 1997, tant per la vida monàstica ininterrompuda des del segle v com per ser l'indret on es van trobar els escrits més antics conservats en castellà. El monestir està format per dos edificis contigus: el Yuso (reconstruït totalment al segle xvi) i el Suso (l'edificació primitiva).